# 에드워드 찰스 커비
에드워드 찰스 커비(Edward Charles Kirby, 생년 미상 - 1883년)는 에도 막부말기부터 메이지 유신 이후 일본에서 활동한 영국 출신의 사업가이다. 조선업을 육성하여 고베 근대 조선의 시조가 되었다.

## 개요
커비가 출생에 대해서는 확실히 밝혀지지 않았지만, 영국의 스토어 브릿지에서 태어나 어려서 고아가 된 것으로 알려져 있다. 호주, 중국을 거쳐 1865년 일본으로 이주하여 요코하마 거류지에서 무역업을 영위했지만, 성공하지는 못했다. 1868년 설치 직후 고베 외국인 거류지, 가와구치 거류지에서 무역 회사인 커비 상회를 설립했다. 커비는 조선업에 착안하여 1869년에 영국인 2명과 공동 출자하여 ‘오노하마 철공소’를 설립했으나 경영에 실패했다. 잡화 수입 관련 일을 하다가 1878년에 혼자 ‘오노하마 조선소’를 설립했다. 1882년에는 일본 최초의 철제 증기선 첫 번째 〈다이코마루〉(太湖丸)의 건조에 성공했고, 군함 야마토 건조에 착수했지만 자금 융통에 막히면서 권총 자살을 했다.

## 같이 보기
- 에드워드 해즐릿 헌터 - 커비 상회의 전 직원

## 참고 문헌
- 神木哲男・사키야마 마사히로 (편저) 『고베거류지의 3/4세기 하이컬러 도시의 뿌리』 고베신문종합출판 센터, 1993년 ISBN 4-87521-476-6。
- 다니구치 리이치 『사도들이 잠든 고베 외국인 묘지 이야기』 고베 신문 출판 센터, 1986년 ISBN 4-87521-447-2